# 3739 Rem
3739 Rem eller 1977 RE2 är en asteroid i huvudbältet som upptäcktes den 8 september 1977 av den rysk-sovjetiske astronomen Nikolaj Tjernych vid Krims astrofysiska observatorium på Krim. Den har fått sitt namn efter Rem Viktorovich Khokhlov.
Asteroiden har en diameter på ungefär 6 kilometer och den tillhör asteroidgruppen Flora.